# Сент-Луси (округ)
Сент-Луси, также Сент-Лью́си (англ. St. Lucie county) — округ штата Флорида Соединённых Штатов Америки. На 2000 год в нём проживало 192 695 человек. По оценке бюро переписи населения США в 2008 году население округа составляло 265 108 человек. Окружным центром является город Форт-Пирс.

## История
Округ Сент-Луси был создан в 1905 году из южной части округа Бревард (с 1844 по 1855 года округ Бревард назывался Сент-Луси). Он был назван в честь святой Луции.

## Сообщества в округе

### Города
- Форт-Пирс
- Порт-Сент-Луси

### Малые города
- Сент-Луси-Виллидж
- Традишн

### Статистически обособленные местности
- Форт-Пирс-Норт
- Форт-Пирс-Саут
- Хатчинсон-Айленд-Саут
- Индиан-Ривер-Истейтс
- Лейквуд-Парк
- Ривер-Парк
- Уайт-Сити

### Неинкорпорированные сообщества
- Викинг